# Chaouia-Ouardigha
Chaouia-Ouardigha (en àrab: الشاوية ورديغة; en francès: Chaouia-Ouardigha) era una de les setze regions en què està organitzat el Marroc abans de la reforma administrativa de 2015. La seva capital era Settat.
La regió està situada al centre del país, a prop de la costa de l'oceà Atlàntic. Al nord limita amb Gran Casablanca, al sud amb Marràqueix-Tensift-El-Haouz i Tadla-Azilal, a l'est amb Meknès-Tafilalet i Rabat-Salé-Zemmour-Zaer, i a l'oest amb Doukkala-Abda.
La regió té un total d'1.655.660 habitants repartits en 7.010 km². En termes d'extensió, la seva àrea és similar a la meitat de Montenegro. Fou creada en 1967 després del desmembrament de l'antiga província de Casablanca, reprenent part del territori de l'antiga província de Chaouïa.

## Subdivisions
La regió es dividia en 4 províncies:
- Província de Settat (integrada a la nova regió de Casablanca-Settat)
- Província de Benslimane (integrada a la nova regió de Casablanca-Settat)
- Província de Berrechid (integrada a la nova regió de Casablanca-Settat)
- Província de Khouribga (integrada a la nova regió de Béni Mellal-Khénifra